# Muscolo sottospinato
Il muscolo sottospinato, chiamato talvolta infraspinato è di forma triangolare appiattito, la cui base corrisponde alla fossa sottospinata e l'apice all'estremità superiore dell'omero.

## Anatomia
Il muscolo origina medialmente dai 2/3 mediali della fossa sottospinata della scapola e le sue fibre si portano verso l'esterno e in alto per inserirsi sulla faccia media della grande tuberosità dell'omero o trochite omerale.
Viene rivestito dalla fascia sottospinata, membrana fibrosa che si fissa ai bordi della fossa e che trae rapporti anche con la fascia deltoidea, che lo separa dai muscoli grande e piccolo rotondo

## Innervazione
È innervato dal nervo sovrascapolare (C4-C6)

## Funzione
È principalmente un rotatore esterno dell'omero ed è antagonista del sottoscapolare.
Ha anche un'azione di estensore e estensore in orizzontale del braccio.
Concorre insieme al piccolo rotondo, al sopraspinato e al sottoscapolare a mantenere la testa dell'omero nella cavità glenoidea, fa parte cioè della Cuffia dei rotatori.